# トレンド定常
トレンド定常（トレンドていじょう、英: trend stationary）であるとは、統計学における時系列分析において、確率過程が、その潜在的なトレンド（時間のみの関数）を取り除けば、定常過程となる場合を指す。

## 正式な定義
確率過程 {Y } がトレンド定常であるとは、以下を満たす時を言う。
{\displaystyle Y_{t}=f(t)+e_{t},}
ここで t は時間であり、f は実数から実数への関数である。そして {e } は定常過程である。関数値 {\displaystyle f(t)} は t 時点におけるこの確率過程のトレンドの値と言われる。

## 単純な例:線形トレンド周りでの定常性
変数 Y が以下のように変動すると仮定する。
{\displaystyle Y_{t}=a\cdot t+b+e_{t}}
ここで t は時間であり、et は誤差項であって、ホワイトノイズもしくはより一般に何らかの定常過程と仮定されているものとする。この時、真のトレンドの傾き {\displaystyle a} の推定値 {\displaystyle {\hat {a}}} と真の切片 b の推定値 {\displaystyle {\hat {b}}}を得るために線形回帰を用いることが出来る。もし、推定値 {\displaystyle {\hat {a}}} が有意に0と異なれば、それは変数 Y が非定常であるということの信頼できる証拠としては十分である。この回帰の残差は以下で与えられる。
{\displaystyle {\hat {e}}_{t}=Y-{\hat {a}}\cdot t-{\hat {b}}.}
もし推定された残差が統計的に定常であると示すことができるのならば（より正確には、真の誤差項が非定常であるという仮説が棄却できるのならば）、残差はデトレンドされた（英: detrended）データとなり、元の系列 {Yt} は定常ではないものの、トレンド定常過程であると言える。

## 異なるタイプのトレンド周りでの定常性

### 指数成長トレンド
多くの経済時系列は指数成長によって特徴付けられる。例えば、国内総生産（GDP）が定数の成長率であるトレンドからの定常な逸脱によって特徴付けられるとしよう。この時、GDPは以下のようにモデル化される。
{\displaystyle {\text{GDP}}_{t}=Be^{at}U_{t}}
ここで Ut は定常な誤差過程として仮定されている。パラメーター {\displaystyle a} と B の推定のために、まずこの方程式の両辺の自然対数（ln）を取る。
{\displaystyle \ln({\text{GDP}}_{t})=\ln B+at+\ln(U_{t}).}
この対数線形方程式は前の線形トレンド方程式と同じ形をしており、同じ方法でデトレンドすることができる。{\displaystyle (\ln U)_{t}} が非定常であるという仮説が棄却されたのであれば、{\displaystyle (\ln {\text{GDP}})_{t}} のデトレンドされた値として推定値、つまりインプライドな {\displaystyle (\ln U)_{t}} が得られる。

### 2次トレンド
トレンドは線形もしくは対数線形でなくてはならないというわけではない。例えば、2次トレンドを持つことも許容される。
{\displaystyle Y_{t}=a\cdot t+c\cdot t^{2}+b+e_{t}.}
この式は、説明変数として t と t2 を用いれば線形回帰が行える。繰り返すが、残差が定常であるとわかれば、その残差は {\displaystyle Y_{t}} をデトレンドした値となる。

## トレンド定常ではないが定常過程に変換できる非定常過程
トレンド定常過程のみが定常過程に変換可能な非定常過程であるわけではない。他の有名な変換可能である確率過程として1次もしくはそれ以上のオーダーの単位根過程がある。